# Estação Ferroviária de Paços de Brandão

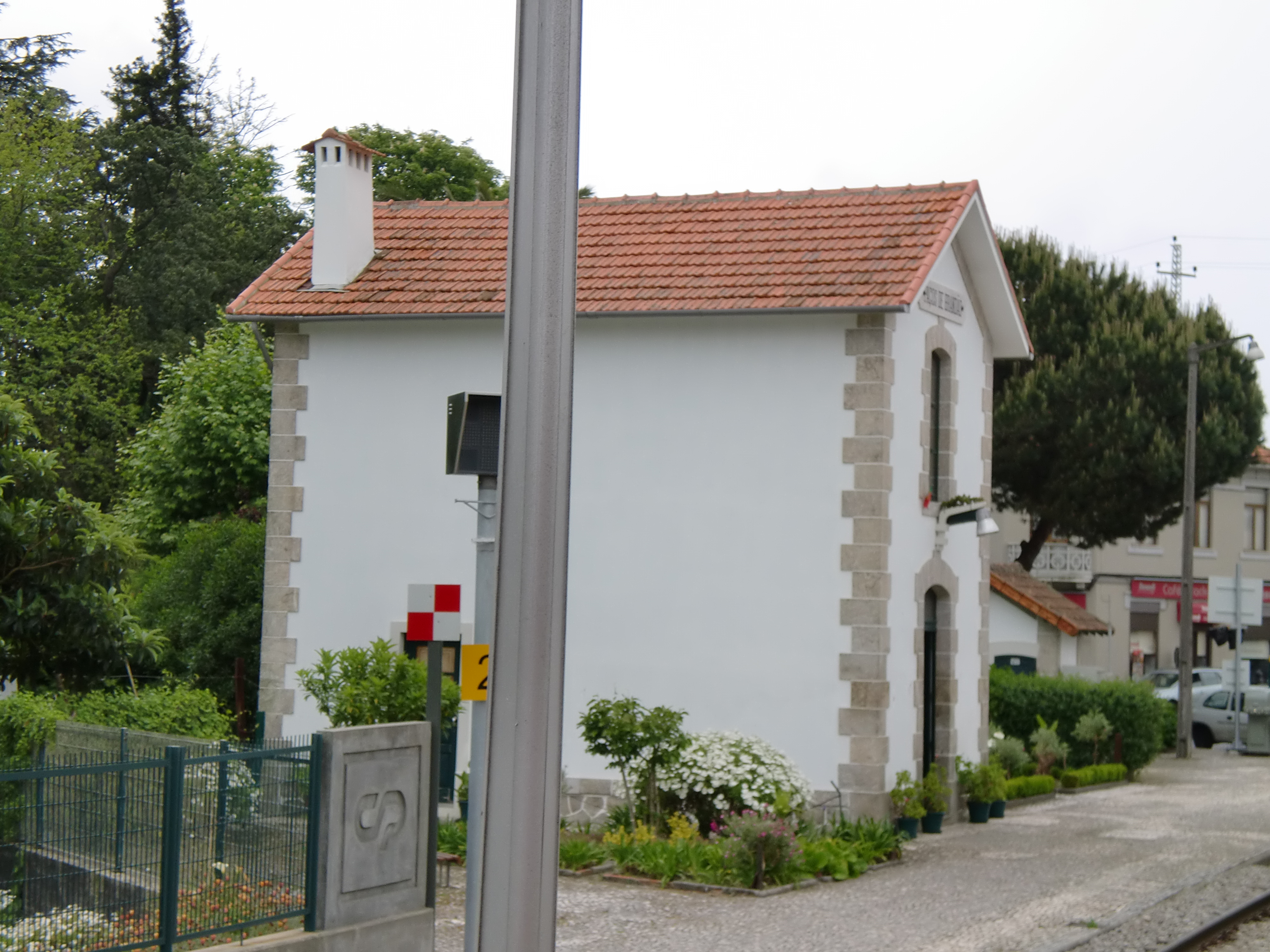
Aspeto da estação de Paços de Brandão, em 2010.

A Estação Ferroviária de Paços de Brandão é uma interface da Linha do Vouga, que serve a vila de Paços de Brandão, no Distrito de Aveiro, em Portugal.

## Descrição

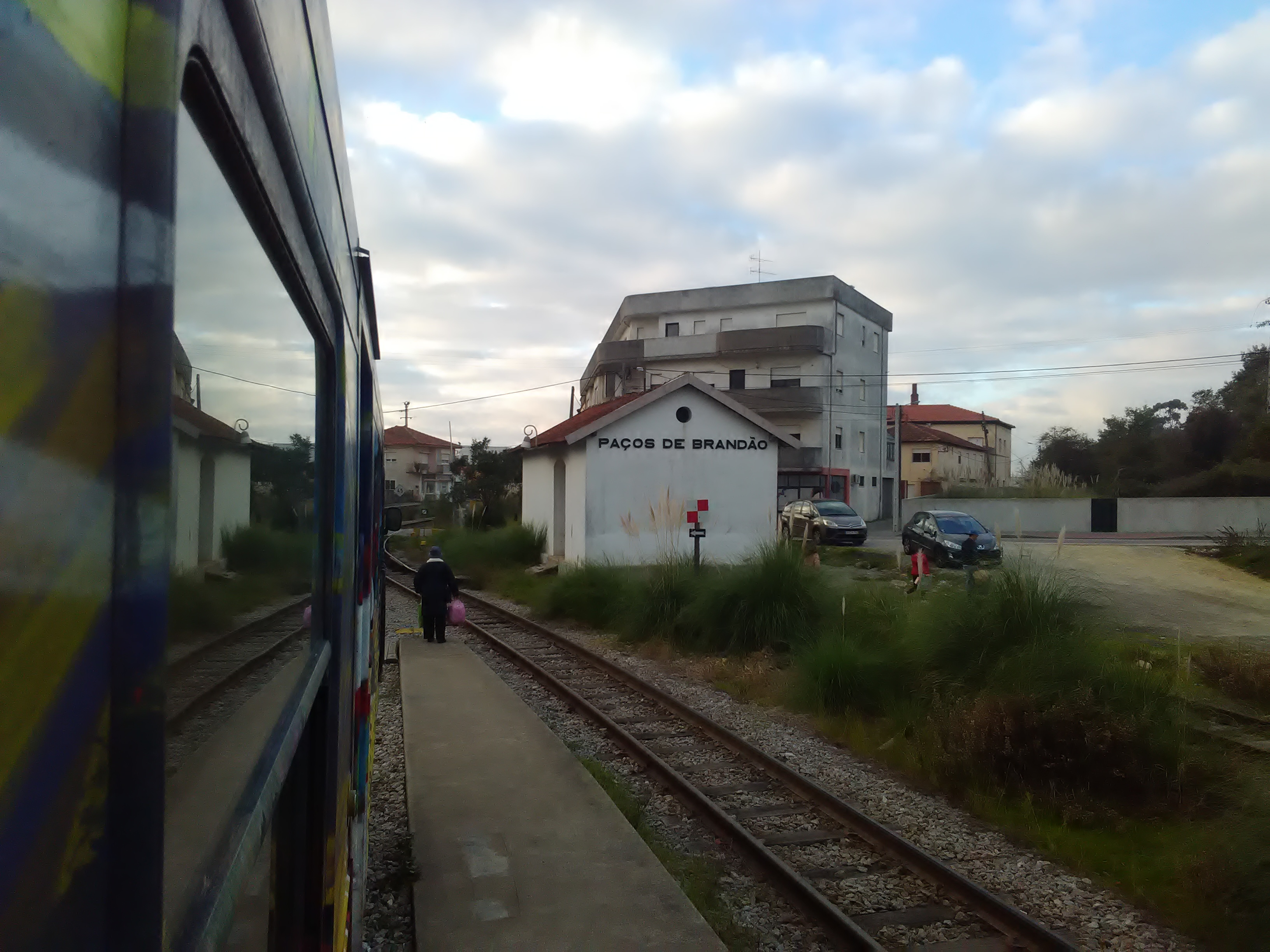
Antigo armazém de mercadorias da estação de Paços de Brandão.

### Infraestrutura
A superfície dos carris da estação ferroviária de Paços de Brandão ao PK 9+040 situa-se à altitude de 11 499 cm acima do nível médio das águas do mar. O edifício de passageiros situa-se do lado nordeste da via (lado direito do sentido ascendente, a Viseu).

### Serviços
Em dados de 2022, esta interface é servida por comboios de passageiros da C.P. de tipo regional, com oito circulações diárias em cada sentido, entre Espinho-Vouga e Oliveira de Azeméis.

## História
Esta estação encontra-se no troço entre Espinho e Oliveira de Azeméis, que foi inaugurado em 21 de Dezembro de 1908.

Em finais da década de 2010, anunciou-se um projeto de construção de oficinas ferroviárias nesta estação, em alternativa ou complemento às de Sernada do Vouga.